# Ковбасний фарш

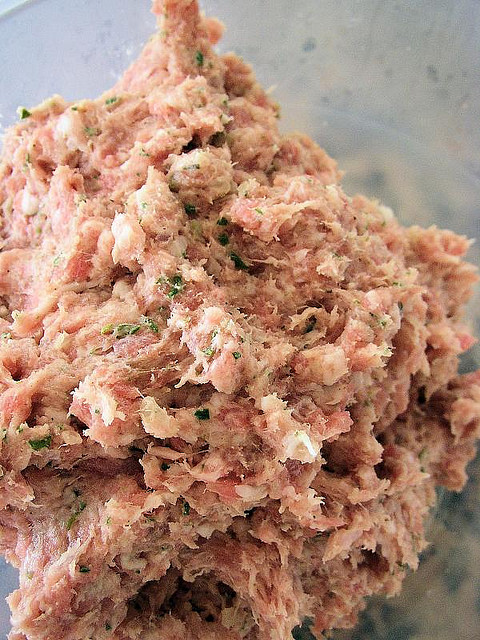
Ковбасний фарш

Ковбасний фарш — суміш інгредієнтів для приготування ковбасного виробу в кількостях, передбачених рецептурою. Консистенція ковбасного фаршу має високі в'язко-пластичні властивості, завдяки ретельному вимішуванню інгредієнтів. В'язким компонентом у ковбасному фарші є подрібнене м'ясо, що забезпечує монолітну структуру готового продукту.
При подрібненні м'яса відбувається руйнація структури м'язової тканини. Ступінь подрібнення сировини варіюється в залежності від виду ковбаси: фарш може бути мікроскопічно однорідним у вигляді емульсії (при виробництві сосисок, сардельок, варених і ліверних ковбас) і містити більш менш великі шматочки м'язової або жирової тканини, зазвичай свіжого або солоного шпика при виробництві напівкопчених, варено-копчених, сирокопчених і сиров'ялених ковбас).

## Виробництво
Гомогенізований фарш для безшпикових варених ковбас, сосисок і сардельок складається в процесі подрібнення в куттері, неоднорідний фарш зі шматочками шпику або м'яса в мішалці. Куттерування починають з яловичини та нежирної свинини та солі, якщо сировина несолона. При куттеруванні фарш нагрівається до 17-20 °C, для запобігання перегріву перед початком процесу поступово додають холодну воду або лід. На початку куттерування у м'ясо також додають фосфати, що збільшують його водозв'язувальну здатність. Після подрібнення нежирної сировини додають спеції, крохмаль, сухе молоко і в кінці жирну свинину або жир. Якщо при посолі не застосовувався нітрит, його 2,5-процентний розчин розливають по поверхні фаршу. На кінцевій стадії куттерування також додають аскорбінову кислоту, яка збільшує стійкість фарбування варених ковбас.
У СРСР випускали консерви вищого ґатунку в жерстяних банках із ковбасного фаршу під назвами «Ковбасний фарш аматорський» та «Ковбасний фарш окремий», їх вживали в їжу в холодному вигляді, а також підсмаженими з гарніром.